# Nathan Wilson
Nathan Wilson (* 23. Dezember 1758 in Bolton, Province of Massachusetts Bay; † 25. Juli 1834 bei Salem, New York) war ein britisch-amerikanischer Jurist und Politiker. Er vertrat in den Jahren 1808 und 1809 den Bundesstaat New York im US-Repräsentantenhaus.

## Werdegang
Nathan Wilson wurde während der britischen Kolonialzeit in Bolton im Worcester County geboren. Die Familie Wilson zog dann nach Greenwich im Hampshire County, wo er die Schule besuchte. Während des Unabhängigkeitskrieges diente er in den Jahren 1777 und 1780 in Massachusetts Regimentern. Dann zog er nach New Perth (heute Salem) im Washington County. Er verpflichtete sich als Private im 16. Regiment der Albany County Miliz. Gouverneur George Clinton ernannte ihn 1791 zum Adjutanten im Washington County Miliz Regiment. Er war in den Jahren 1801 und 1802 Town Collector. Zwischen 1802 und 1806 diente er als Sheriff im Washington County.
Als Gegner einer zu starken Zentralregierung schloss er sich in jener Zeit der von Thomas Jefferson gegründeten Demokratisch-Republikanischen Partei an. Er wurde in einer Nachwahl am 3. Juni 1808 im zwölften Wahlbezirk von New York in das US-Repräsentantenhaus in Washington, D.C. gewählt, um dort die Vakanz zu füllen, die durch den Rücktritt von David Thomas entstand. Am 3. März 1809 schied er aus dem Kongress aus.
Zwischen 1808 und 1816 hielt er den Posten als Friedensrichter inne. Er war in der Landwirtschaft tätig. Am 25. Juli 1834 verstarb er bei Salem und wurde dann dort auf dem Evergreen Cemetery beigesetzt.